# Rio Bârgău (Bistrița)
O Rio Bârgău é um rio da Romênia afluente do Rio Bistriţa, localizado no distrito de Bistriţa-Năsăud.